# 浙江省萧山中学
浙江省萧山中学，简称蕭山中學、萧中，1995年成爲中華人民共和國浙江省首批省一级重点中学，1998年成爲教育部首批“全国现代教育技术实验学校”。

## 简介
浙江省萧山中学位於中華人民共和國浙江省杭州市萧山区城厢街道拱秀路538号，学校基于“品质萧中”的办学理念，注重传承与创新。

### 现代校区
学校占地180余亩，建筑面积8.5万余平方米。有一般教室85间、专用教室35间，各类资源教室159间。图书馆面积約5000余平方米，有各类阅览室9个，藏书13万余册。
学校正在进行品质提升改造工程，建筑面积将从8.2万余平方米到15万余平方米，新增7万余平方米。其中，教学中心37019.28平方米，学生生活服务中心25329.32平方米，3号4号食堂扩建2433.44平方米，校史馆370.15平方米，变电所350平方米，艺术中心6526平方米。此外，还包括食堂、科技楼改造及加固等提升改造建筑面积约37179.5平方米。

## 校史

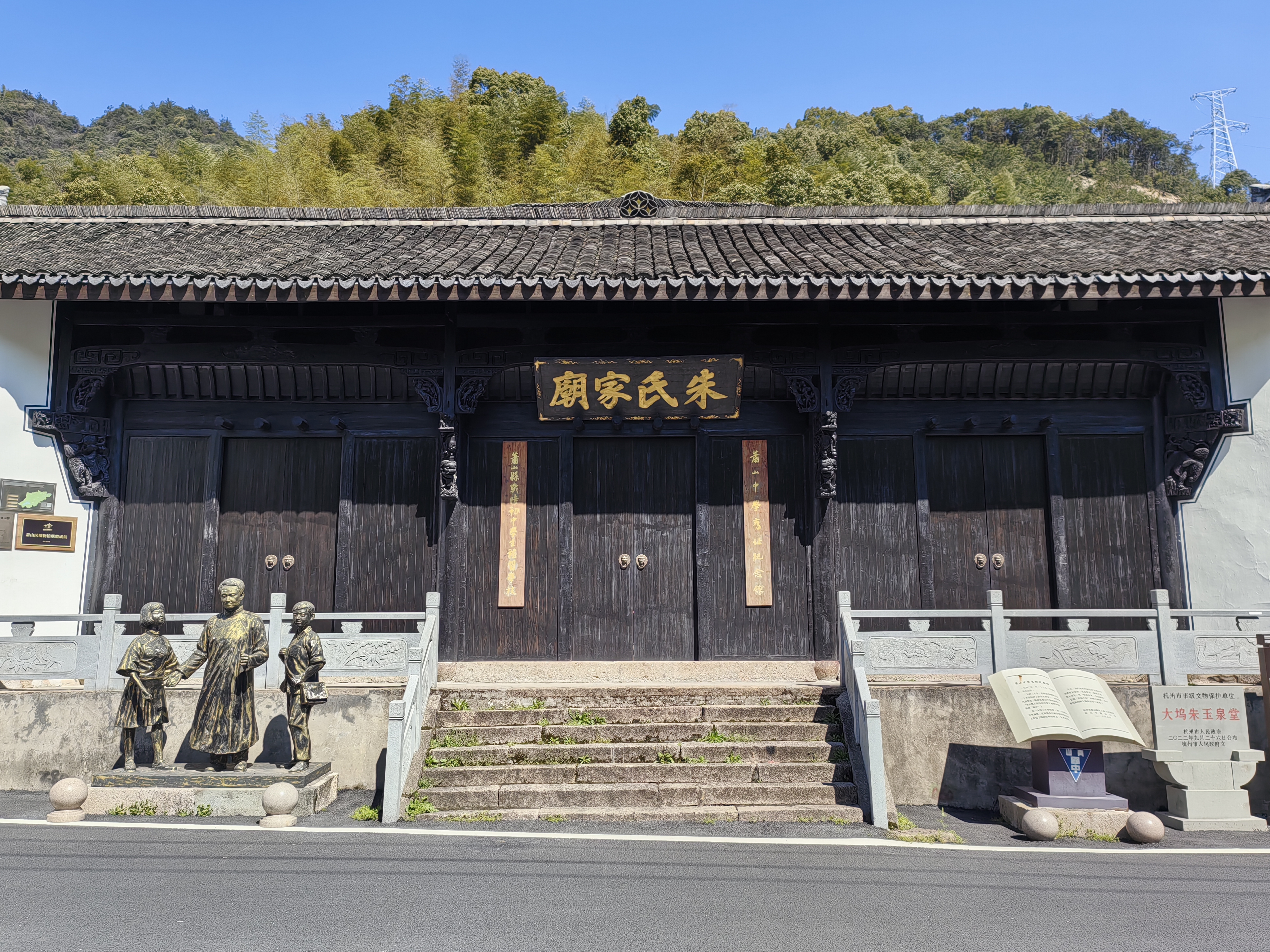
河上鎮的大坞朱玉泉堂曾用作校舍，現為萧山中学旧址纪念馆

- 1938年中國抗日戰爭，“萧山县立战时初中学生补习学校”创办，借坎山鎮周氏宗祠为校舍。
- 1940年，日本軍偷渡钱塘江，萧山沦陷，学校遂告停顿。
- 1943年由于战争形势的发展，学校迁至河上鎮大坞朱村。
- 1944年5月，学校定名为“萧山县立初级中学”。
- 1944年秋，在桥头黄村太平庙设立分部，并附设简易师范班（1954年春，简易师范独立建制，成为萧山县简易师范学校。至1949年秋，并入湘湖师范）。
- 1945年秋，抗日胜利，学校迁址于城厢镇城隍庙（今朝晖初中校址），并接收傀儡政權办的“县中”。
- 1949年暑假后，学校从城隍庙、孔庙搬迁至市心桥下的南货会馆和富家祠堂（今文化路校址）。
- 1952年秋，在臨浦鎮峙山南麓设立分部。
- 1954年秋，更名为“萧山县第一初中”，分部独立建制，成为“萧山县第二初中”。
- 1956年，增设高中班，学校更名为“浙江省萧山中学”。
- 1982年，被浙江省人民政府定为浙江省重点中学。
- 1995年8月，学校迁入现址。
- 1995年9月，通过浙江省一级重点中学的督导评估验收工作，学校成为浙江省一级重点中学。
- 2019年5月，启动校园品质提升改造工程，在原有土地上，进行提升改造，总投资52975万元，新建建筑面积约72028.19平方米。

## 友好学校

### 中國大陸境內
- 新昌中学
- 滕州一中

### 国际
- 澳大利亚平布尔女子学院（英语：Pymble Ladies' College）[3]
- 韩国城東高等學校
- 德国罗塔梅耶尔一级文理中学（德语：Lothar-Meyer-Gymnasiuml）
- 美国加州路德中学（英语：California Lutheran High School）
- 美国洛杉矶杜阿尔特中学（英语：Duarte High School）

## 历任校长
- 濮祖辰，任期：1938年－1939年
- 顾庐山，任期：1943年－1945年
- 楼建寅，任期：1945年－1948年

## 知名校友
- 陈衔城，62届，上海华山医院神经外科教授
- 何超，76届，浙江大学医学部副主任，浙江省邵逸夫医院院长，外科学教授
- 许京怀，85届，杜邦亚太区总监
- 吕薇，85届，著名女歌手
- Qiming Zhang，宾夕法尼亚州立大学教授
- 夏伟梁，98届，上海交通大学副教授
- 汪忠镐
- 金湘
- 钱仲焱
- 来奕军
- 任大霖
- 毕啸天